# サファリジャケット

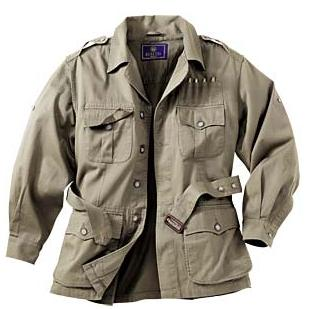
ベレッタによる「カラハリ」サファリジャケット。

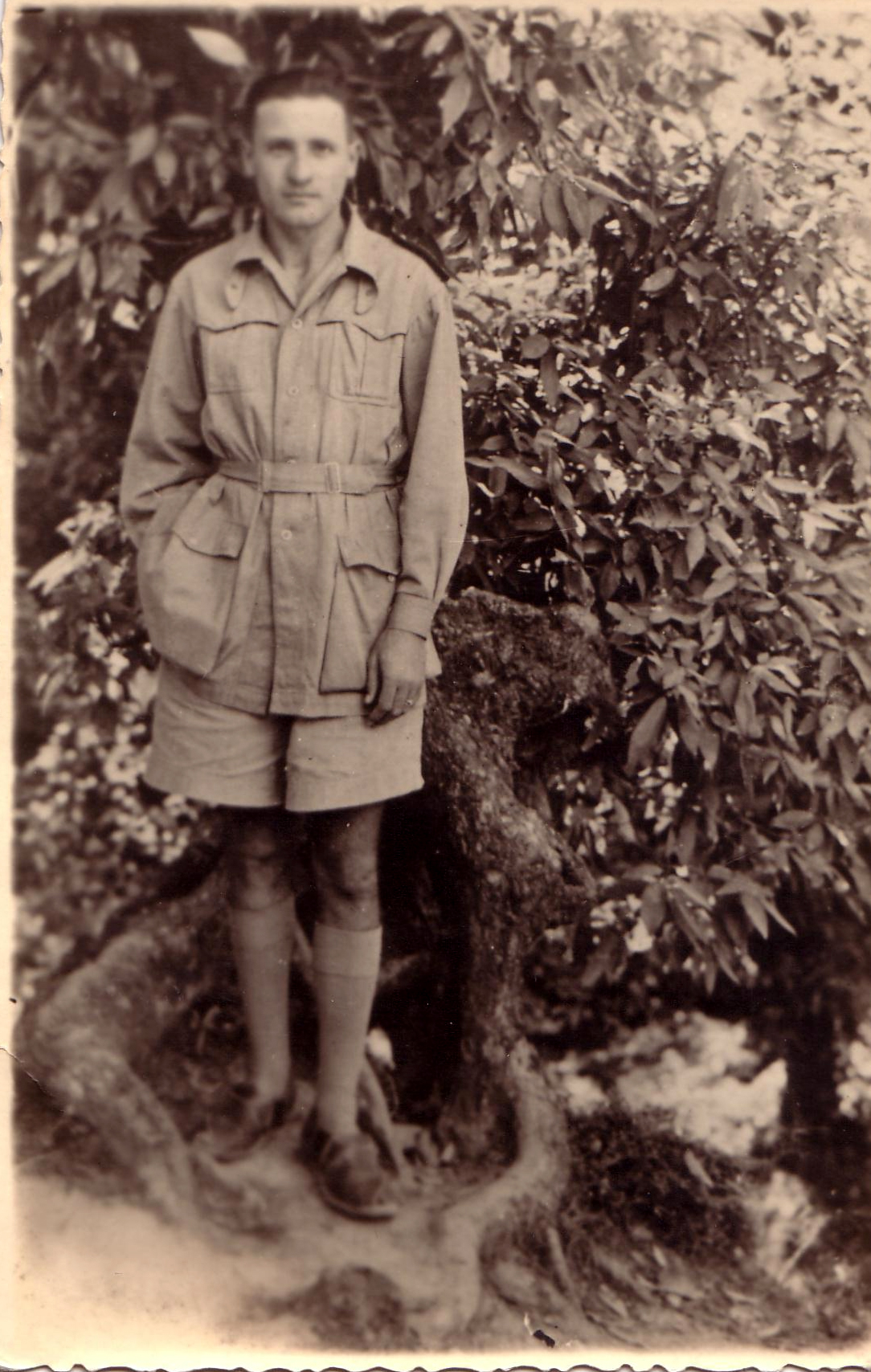
サファリジャケットを着る男性

サファリジャケット（英: safari jacket）またはブッシュジャケット(bush jacket)、トロピカルジャケット（tropical jacket）は、元々アフリカの草原地帯でサファリに出かける目的のために考案された衣服。

## 特徴
19世紀の末に、サファリスタイルのジャケットとして、快適さと機能性を求めて考案されアングロアフリカンの冒険家によって普及した。
サファリジャケットの特徴は、平折襟の開襟仕立てで、一般的に軽量コットン生地またはより軽いポプリンで縫製されており、伝統的にカーキ色系統、そして付属ベルトや肩章と4つ以上のプリーツ付きポケット（ベローズポケット）が付いていることである。動きやすさを考えて背中のヒダに加えて若干肩が落ちたデザインとされることが多い。
1950年代から一般的なカジュアル衣服として着られるようになったが、単なるアウトドア着とは異なり、王侯貴族の道楽としてのアフリカ探検に使われたという背景からラグジュアリーな印象があることが特徴である。この頃にアーネスト・ヘミングウェイの着用と1968年春夏コレクションのイブ・サンローランによるサファリルックの提案によって一般に広まった。
ブッシュジャケットは、当時の海外のカメラマンに特に人気があり、複数のポケットはフィルムやレンズ、フラッシュ等の小さな写真器材を運ぶのに重宝がられた。

## 類似衣服
ブッシュシャツは、サファリジャケットに似ているが、ベルトやウエストの絞りが無かったり肩章も付いていない事がよくある。トロピカルジャケットは他の２つに対して薄い生地が使われていることが多い。

## 娯楽メディアでの利用例

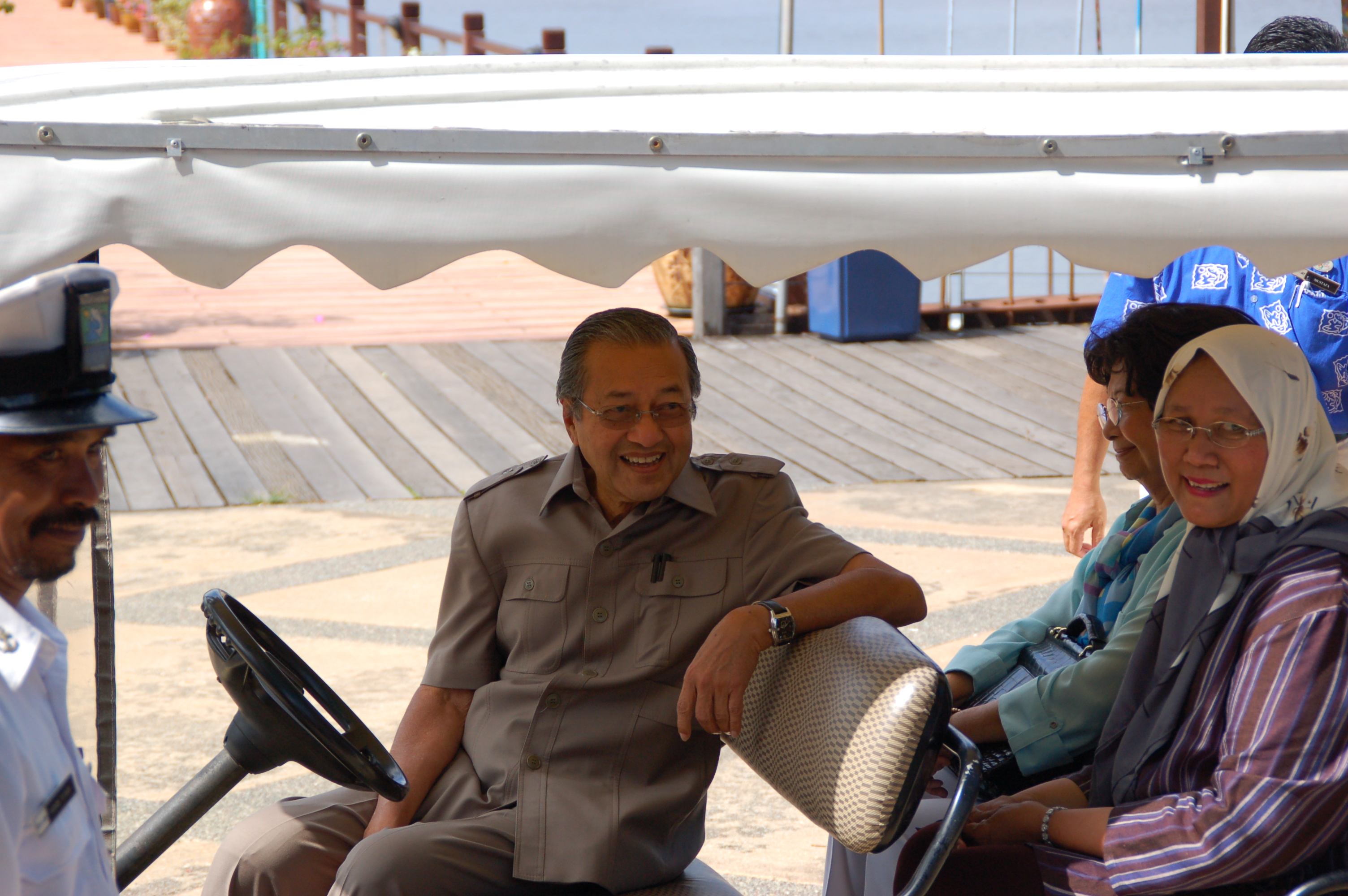
マレーシアの前首相であるマハティール・ビン・モハマドは、サファリジャケット姿でも知られている。

- マーベル・コミック　スーパーヒーロー編『ワンダーマン』では一定期間、彼の服装として黒いズボンに赤いサファリジャケットを着ていた。
- ロジャー・ムーア演じるジェームズ・ボンドは『007 黄金銃を持つ男』、『007 ムーンレイカー』、『007 オクトパシー』でベージュのサファリジャケットかブッシュシャツを着ていた。
- 1980年代のアメリカのドラマシリーズ『ダラス』では、通常ペアのハンカチと共にジュニア・イーウィングのお気に入りだった。
- 1953年の映画『モガンボ』でクラーク・ゲーブルやグレース・ケリーが着こなしたサファリジャケットはそれぞれゲーブル・ジャケット、ケリー・ジャケットとしてウィリス＆ガイガー社の定番商品となったほか、前述のアーネスト・ヘミングウェイも1936年に発表された小説『キリマンジャロの雪』のアフリカ取材時に同社に製作を依頼し、ヘミングウェイ・ジャケットとして親しまれた（同小説が1952年に映画化された際も主演のグレゴリー・ペックがサファリジャケットを着こなしている）。